# Discopleura laciniata
Discopleura laciniata là một loài thực vật có hoa trong họ Hoa tán. Loài này được (Engelm. & A. Gray) Benth. & Hook. f. mô tả khoa học đầu tiên.